# 오토 바우어

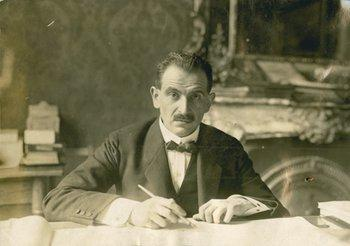
1919년 외무장관으로 재임할 당시의 오토 바우어

오토 바우어(Otto Bauer, 1881년 9월 5일 ~ 1938년 7월 4일)는 오스트리아-헝가리 제국과 오스트리아 제1공화국의 사회주의자, 정치가, 사회학자, 철학자다. 
오스트로-마르크스주의의 대표적인 이론가이면서 오스트리아 사회민주당 좌파, 제2½인터내셔널, 사회주의 노동자 인터내셔널의 지도자로 활약한 전간기의 정치가다. 

## 생애

### 청년 시절
빈 태생으로 조부모는 보헤미아 출신 유대인이며 아버지는 섬유 공장을 소유한 실업가로 경제적으로 부유한 가정에서 자랐다. 김나지움에 재학할 당시 이미 마르크스주의의 영향을 받아 관련 연구를 시작해 독일의 마르크스주의 이론지 『Die Neue Zeit』에 논문 「마르크스의 경제 공황 이론」을 처음 투고했다. 빈 대학교 법학부에 입학하여 철학, 법학, 경제학을 배웠고 막스 아들러, 카를 레너, 루돌프 힐퍼딩 등이 주도하던 좌익 학생 서클에 참가한다(이 서클은 훗날 오스트로-마르크스주의의 이론가 집단으로 발전한다). 이후 오스트리아 사회민주당에 입당했다. 

### 제정 치하

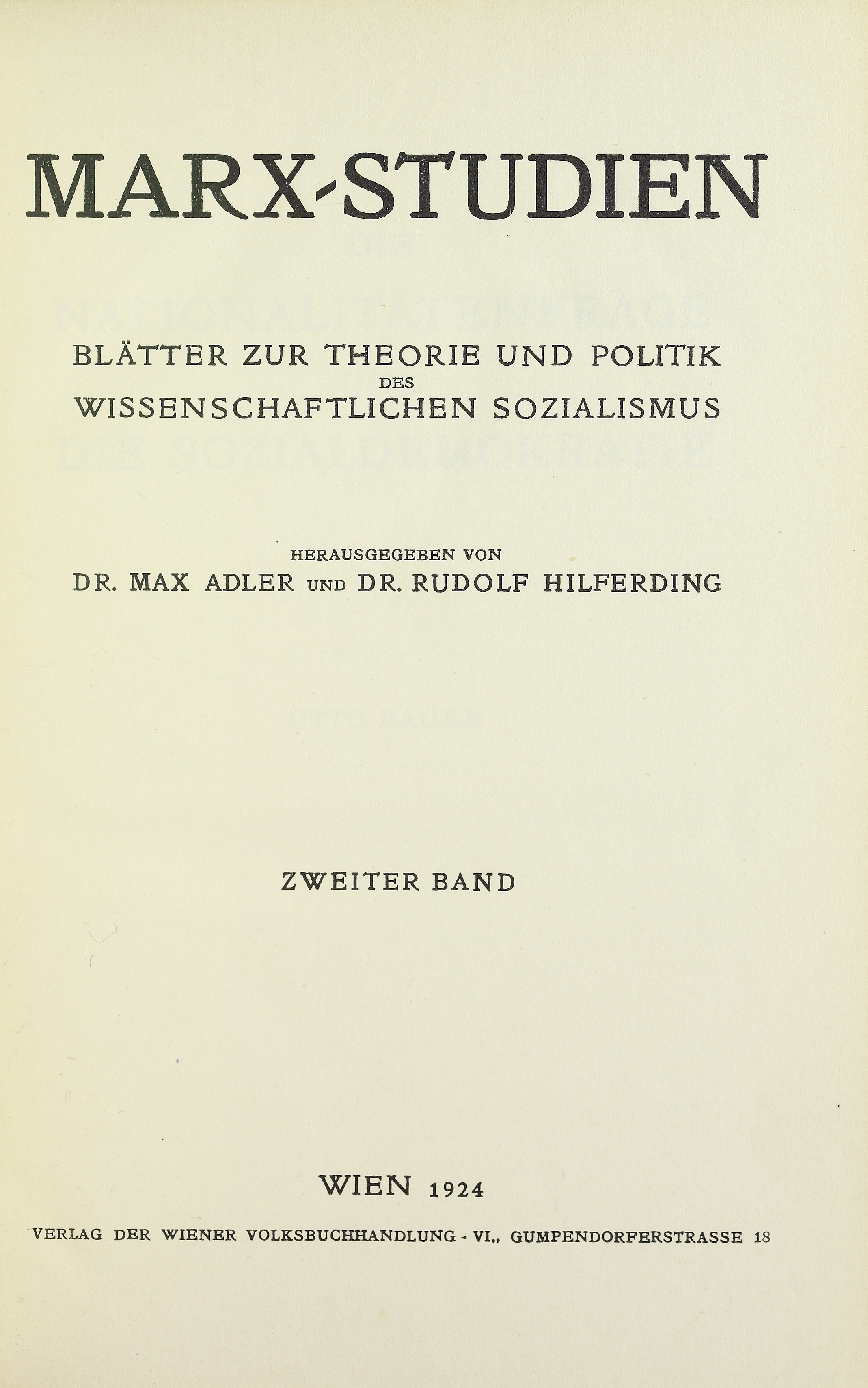
Nationalitätenfrage und die Sozialdemokratie, 1924

이후 바우어는 사회민주당 지도부 빅토어 아들러로부터 장래가 촉망되는 오스트로-마르크스주의의 이론가가 되었다. 1897년 사회민주당이 브르노 강령을 제정함으로써 당내와 오스트로-마르크스주의자들 사이에서 국내 민족 문제에 관한 의론이 많이 나왔다. 바우어는 레너와 함께 당의 민족 정책을 이론화·체계화하는 작업을 맡아 1907년 『민족 문제와 사회민주주의』를 발행하여 제국의 틀을 유지하는 것을 전제로 속지적인 자치 조직과 속인적인 문화 자치 제도를 도입하는 이른바 문화 자치를 주창했다. 이 주장은 민족의 본질을 영역·언어의 공통성으로 간주하는 카를 카우츠키, 블라디미르 레닌의 비판을 불러일으켜 이들과 논쟁을 하기도 했다. 또한 같은 해에 제국의회 사회민주당 의원단 서기에 취임했으며 당의 기관지인 『Arbeiter Zeitung』와 이론지 『Der Kampf』의 편집장이 되었다. 
1914년 제1차 세계 대전이 일어나자 제국은 동맹국에 가담해 참전했고 바우어도 소집에 응하여 종군했다. 러시아와의 싸움 중에 포로로 잡혔고 시베리아로 보내졌으나 포로 교환을 통해 석방되었다. 이때 러시아에 있으면서 볼셰비키가 주도한 러시아 혁명의 실태를 목격하게 된다. 바우어가 오스트리아에 돌아왔을 때 사회민주당은 빅토어 아들러의 아들 프리드리히 아들러가 주도하는 좌파에 의한 반전 운동이 일어나고 있었고 대중적 지지도 얻어가고 있었다. 바우어는 그때까지의 전쟁 지지 태도를 바꾸어 소수였던 좌파 세력에 합류했다. 세계 대전이 끝나가던 1918년 「좌익 민족 강령」 제정에 참여했고 소수 민족에 대한 입장을 약간 바꾸어 민족 자결을 허용하는 자세를 보이기 시작했다. 

### 제1공화국
전쟁이 끝나고 제국이 붕괴되면서 오스트리아 혁명이 시작되었다. 주류 정치 세력으로 부상한 사회민주당은 오스트리아 공화국 수립을 위해 오스트리아 기독사회당과 연립 정권을 세워 바우어는 외무장관에 취임했다. 이후 바이마르 공화국과의 합병을 추진했지만 독일의 소극적인 태도와 생제르맹 조약을 통한 연합국의 반대 때문에 좌절됐고 결국 사임했다. 이후 사회화위원회 위원장에 취임한다. 
이때 바우어를 포함한 사회민주당 좌파는 볼셰비키와 같은 공산주의 혁명을 통한 프롤레타리아 정권을 수립하는 것이 아니라 의회 정치를 통한 사회주의화를 이루어 사회민주당의 세력을 확장하여 장래에 혁명을 이룰 기회를 노리는 대기주의적 방침을 채용했다. 한편 세계 대전과 러시아 혁명을 계기로 국제 사회주의 운동이 볼셰비키와 수정 마르크스주의로 분열하자 이를 걱정하여 통합과 조정을 위해 제2½인터내셔널을 결성했다. 
연립정권이 붕괴된 후 사회민주당이 정권에서 이탈하자 제2½인터내셔널도 실패로 끝났다. 하지만 바우어는 1920년부터 1934년까지 사회민주당 소속 국민의회 의원으로 활동하면서 1926년 채택된 사회민주당의 린츠 강령을 기초했다. 이를 통해 오스트리아 사회민주당이 지향해야 할 길로 개량주의와 볼셰비즘 사이의 제3의 길을 제시했다. 이로써 바우어는 전간기 사회민주당의 사실상의 지도자로서의 지위를 굳혔다. 또한 제2½인터내셔널을 흡수하여 사회주의 노동자 인터내셔널을 발족시켰으며 여기서도 프리드리히 아들러와 함께 지도적 역할을 수행했다. 

### 망명과 죽음
1927년 이후 바우어는 파시즘에 반대하는 입장을 확실히 했으나 1930년대 독일국에서 나치즘의 위력이 대두하고 궤를 같이 하여 오스트리아에서도 오스트로파시즘이 세를 떨치면서 사회민주당과의 대립이 격화됐다. 1934년 엥겔베르트 돌푸스의 독재 정권이 수립되고 파시스트 조직인 보국단의 도발로 바우어 등은 사회민주당 및 산하 민병 조직인 방위동맹과 함께 무장 봉기를 일으켰지만 시가전에서 패배했다. 이 사건이 오스트리아 내전으로 이후 정부에 의해 사회민주당은 강제 해산·금지 처분을 받았다. 이후 바우어도 체코슬로바키아로 망명을 떠났으며 국외 조직인 혁명적 사회주의자를 조직하여 저항 운동을 이어갔다. 『Arbeiter Zeitung』와 『Der Kampf』의 간행도 계속되었다. 
1938년 나치 독일에 의한 오스트리아 병합이 일어나자 저항할 것을 주장하며 합병을 용인한 레너를 비판했다. 같은 해 독일의 체코슬로바키아 점령이 일어나자 프랑스로 다시 망명했다. 프랑스에서 바우어는 나치의 손아귀로부터 30만 명의 유대계 오스트리아인을 구해내야 한다고 촉구했지만 결국 그해 파리의 호텔에서 향년 56세로 서거했다. 

## 주요 저작

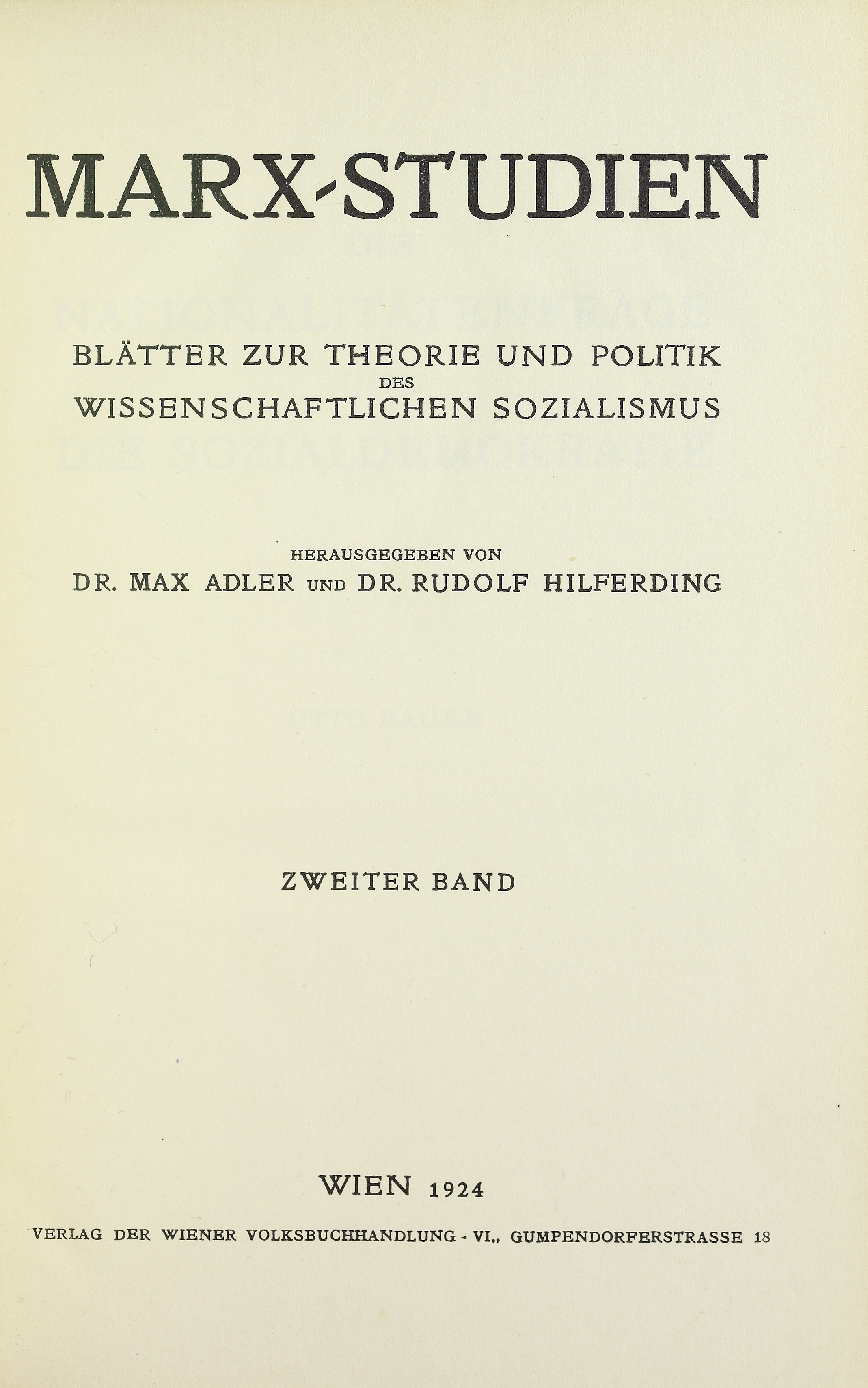
Nationalitätenfrage und die Sozialdemokratie, 1924

- Social Democracy and the Nationalities Question (1907)
- The World Revolution (1919)
- The Road to Socialism (1919)
- Bolshevism or Social Democracy? (1920)
- The New Course of Soviet Russia (1921)
- The Austrian Revolution (1923)
- Fascism (1936)
- The Crisis of Democracy (1936)
- Between Two World Wars? (1936)

## 참고 문헌
사전
- 스기하라 시로「오토 바우어」 『사회과학대사전』제15권 鹿島出版会, 1970년
- 라치 지카라「오토 바우어」 『현대 마르크스레닌주의 사전』(하) 社会思想社, 1981년
- 사카이 아사토 「바우어」 『대백과사전』제11권 平凡社, 1984년
- 가미조 이사무 「바우어」 『경제사상사사전』 丸善, 2000년
- 오자와 히로아키 「바우어」 『세계민족문제사전(신증보판)』 平凡社, 2002년

논문
- 야마사키 가오루 「바우어」 『임팩트』 インパクト出版会 8호 (1980년)
- 가미조 이사무 「바우어」 마루야마 게이치(편)『민족 문제: 현대의 난제』 ナカニシヤ出版, 1997년 (ISBN 4888483493)

단행본
- 마루야마 게이치 『마르크스주의와 민족 자결권』 (제2판) 信山社, 1992년 ISBN 4882610779
제6장「오토 바우어의 민족 자치론」참조
- Julius Braunthal [1961], Otto Bauer: eine Auswahl aus seinem Lebenswerk, mit einem Lebensbild Otto Bauers, Verlag der Wiener Volksbuchhandlung
Julius Braunthal 『사회주의에의 제3의 길: 오토 바우어와 오스트로-마르크스주의』〈가미조 이사무 번역〉 梓出版社, 1990년 ISBN 4900071676
- 가미조 이사무 『민족과 민족 문제의 사회 사상사: 오토 바우어 민족 이론의 재평가』 梓出版社, 1994년 ISBN 9784900071971
- 오토 바우어 『민족 문제와 사회민주주의』〈마루야마 게이치·아이다 신이치·오타 요시키·구라타 미노루·가미조 이사무 번역〉 御茶の水書房, 2001년 ISBN 9784275018625